# Comté de Pingelly
Le Comté de Pingelly est une zone d'administration locale au sud-est de l'Australie-Occidentale en Australie. Le comté est situé à environ 160 kilomètres au sud-est de Perth, la capitale de l'État. 
Le centre administratif du comté est la ville de Pingelly.
Le comté est divisé en un certain nombre de localités:
- Boyagin
- Dattening
- Kulyaling
- Moorumbine
- Pingelly

Le comté a 8 conseillers locaux et est divisé en 4 circonscriptions.